# 糸島雅彦
糸島 雅彦（いとじま まさひこ、8月 - ）は日本のアニメーター。大阪府大阪市出身。アニメアールを経て、画房雅に移る。

## 参加作品

### テレビアニメ
1982年
- スペースコブラ（1982年 - 1983年、動画）

1996年
- 名探偵コナン（原画・作画監督）

1997年
- 勇者王ガオガイガー（キャラ作画監督）
- ネクスト戦記EHRGEIZ（作画監督）

1998年
- ヴァイスクロイツ（作画監督）

1999年
- ベターマン（キャラクター作画監督）
- アークザラッド（原画）

2000年
- BRIGADOON まりんとメラン（キャラクター作画監督）

2001年
- スクライド（キャラクター作画監督）

2004年
- ケロロ軍曹（2004年 - 2011年、作画監督）

2011年
- 放浪息子（作画監督）
- カードファイト!! ヴァンガード（作画監督）
- プリティーリズム・オーロラドリーム（作画監督・作画監督補佐・原画）
- UN-GO（作画監督）
- プリティーリズム・オーロラドリーム（作画監督）

2012年
- カードファイト!! ヴァンガード アジアサーキット編（作画監督）
- 超速変形ジャイロゼッター（作画監督）
- ハヤテのごとく! CAN'T TAKE MY EYES OFF YOU（作画監督）

2013年
- カードファイト!! ヴァンガード リンクジョーカー編（作画監督）
- DEVIL SURVIVOR2 the ANIMATION（作画監督）
- 宇宙戦艦ヤマト2199（キャラクター作画監督協力・原画）
- ハヤテのごとく! Cuties（作画監督）

2014年
- ノブナガン（原画）
- キルラキル（原画）
- 健全ロボ ダイミダラー（シリーズペンギン監修・原画）
- FAIRY TAIL（作画監督）
- 東京ESP（作画監督・原画）
- 精霊使いの剣舞（OP原画）
- まじっく快斗1412（作画監督）
- 失われた未来を求めて（作画監督）

2015年
- 少年ハリウッド -HOLLY STAGE FOR 50-（作画監督）
- アブソリュート・デュオ（作画監督・作画監督協力）
- グリザイアの楽園（作画監督）
- 監獄学園（作画監督）
- 六花の勇者（作画監督）
- デュラララ!!×2 転（作画監督補）
- コメット・ルシファー（作画監督）
- ヘヴィーオブジェクト（2015年 - 2016年、作画監督）

2016年
- 聖戦ケルベロス 竜刻のファタリテ（作画監督）
- 少年メイド（作画監督）
- Rewrite（作画監督）
- フューチャーカード バディファイトDDD（作画監督）
- Lostorage incited WIXOSS（作画監督）

2017年
- フューチャーカード バディファイトX（作画監督）
- カードファイト!! ヴァンガードG Z（作画監督）

2018年
- キャプテン翼（第4作）（作画監督）
- フルメタル・パニック! Invisible Victory（キャラクター作画監督）
- とある魔術の禁書目録III（作画監督）
- ムヒョとロージーの魔法律相談事務所（作画監督）
- 転生したらスライムだった件（作画監督）

2019年
- コップクラフト（作画監督）
- アサシンズプライド（作画監督）
- 炎炎ノ消防隊（作画監督）

2020年
- 理系が恋に落ちたので証明してみた。（作画監督）

2021年
- SHAMAN KING（作画監督）
- セブンナイツ レボリューション -英雄の継承者-（作画監督）

2022年
- リーマンズクラブ（作画監督）
- よふかしのうた（作画監督）
- うる星やつら（2022年版）（2022年 - 2024年、作画監督）

2023年
- 東京リベンジャーズ（作画監督）

2024年
- SHAMAN KING FLOWERS（作画監督）
- となりの妖怪さん（作画監督）
- るろうに剣心 -明治剣客浪漫譚- 京都動乱（作画監督）

2025年
- FARMAGIA（作画監督）
- ばっどがーる（作画監督）

### 劇場アニメ
1990年代
- 名探偵コナン 時計じかけの摩天楼（1997年、サブキャラクターデザイン、エフェクト作画監督）
- 名探偵コナン 14番目の標的（1998年、作画監督）
- 名探偵コナン 世紀末の魔術師（1999年、デザインワークス、エフェクト作画監督）

2000年代
- 名探偵コナン 天国へのカウントダウン（2001年、作画監督）
- 名探偵コナン ベイカー街の亡霊（2002年、レイアウト）
- 名探偵コナン 迷宮の十字路（2003年、作画監督）
- 名探偵コナン 銀翼の奇術師（2004年、レイアウトチェック、作画監督）
- 名探偵コナン 水平線上の陰謀（2005年、レイアウトチェック、作画監督）
- 名探偵コナン 探偵たちの鎮魂歌（2006年、レイアウトチェック、作画監督・原画）
- 超劇場版ケロロ軍曹（2006年、作画監督）
- 超劇場版ケロロ軍曹2 深海のプリンセスであります!（2007年、作画監督）
- 名探偵コナン 紺碧の棺（2007年、レイアウトチェック、作画監督）
- それいけ!アンパンマン シャボン玉のプルン（2007年、原画）
- 鉄人28号 白昼の残月（2007年、原画）
- 超劇場版ケロロ軍曹3 ケロロ対ケロロ天空大決戦であります!（2008年、作画監督）
- 名探偵コナン 戦慄の楽譜（2008年、レイアウトチェック、作画監督）
- それいけ!アンパンマン だだんだんとふたごの星（2009年、原画）

2010年代
- それいけ!アンパンマン ブラックノーズと魔法の歌（2010年、原画）
- おまえ うまそうだな（2010年、原画）
- 映画ドラえもん 新・のび太と鉄人兵団 〜はばたけ 天使たち〜（2011年、原画）
- 劇場版 ハヤテのごとく! HEAVEN IS A PLACE ON EARTH（2011年、作画監督）
- それいけ!アンパンマン すくえ! ココリンと奇跡の星（2011年、原画）
- それいけ!アンパンマン よみがえれ バナナ島（2012年、原画）
- それいけ!アンパンマン とばせ!希望のハンカチ（2013年、原画）
- SHORT PEACE「火要鎮」「武器よさらば」（2013年、作画、原画）
- 宇宙戦艦ヤマト2199 星巡る方舟（2014年、原画）
- ポケモン・ザ・ムービーXY&Z ボルケニオンと機巧のマギアナ（2016年、原画）
- 宇宙戦艦ヤマト2202 愛の戦士たち（2017年、友情作監、原画・第二原画）
- 劇場版シティーハンター 〈新宿プライベート・アイズ〉（2019年、原画）

2020年代
- 映画ドラえもん のび太と空の理想郷（2023年、原画）

### OVA
- トゥインクルハート 銀河系までとどかない（1986年、メカニクル作画監督）
- 勇者指令ダグオン 水晶の瞳の少年（1997年、原画）
- 青山剛昌短編集（1999年、作画監督）
- 勇者王ガオガイガーFINAL（2000年、作画監督補佐・原画）